# 란칭 철로
란저우-칭하이 철도, 약칭 란칭 철도(중국어 간체자: 兰青铁路, 정체자: 蘭青鐵路, 병음: Lánqīng Tiělù)는 중화인민공화국이 티베트를 철도로 중국의 다른 지역과 연결하려는 야심찬 계획의 첫 단계로 건설되었다. 란칭 철도는 1956년에 설계되어 1958년 5월부터 1959년 9월까지 건설되었으며, 간쑤성의 성도인 란저우시와 칭하이성의 성도인 시닝시를 연결하는 총 길이 188km의 노선이다.
원래 계획의 두 번째 단계는 시닝에서 시작하여 먼저 서쪽으로 칭하이성에 있는 거얼무시까지 달린 후, 남쪽으로 티베트를 향해 최종적으로 라싸에서 끝나는 총 길이 1956km의 칭짱 철로이다. 이 계획은 칭하이-티베트 고원이 세계에서 가장 높은 지형 중 일부이므로 매우 어려웠다. 시닝과 거얼무시 사이의 814km 구간은 1979년에 완공되어 1984년에 운영을 시작했다. 그러나 칭짱 철도의 최종 구간인 거얼무시에서 라싸까지는 이 지역의 높은 고도와 복잡한 지형 때문에 거의 20년 동안 보류되었다. 이 프로젝트는 2001년에 다시 시작되어 2005년 10월에 최종적으로 완공되었다. 신호 작업과 궤도 시험을 거쳐 2006년 7월 1일에 개통되었다.
2014년 란저우-신장 고속철도 개통 전까지 란저우-칭하이 철도는 칭하이-티베트 지역을 중국의 나머지 지역과 연결하는 유일한 철도였다. 고속철도의 동쪽 끝 구간인 란저우에서 시닝까지는 란칭 철도와 대략 평행하게 달린다.

## 같이 보기
- 중화인민공화국의 철도 교통
- 중국의 철도 목록